# Origo (chanson)
Chansons représentant la Hongrie au Concours Eurovision de la chanson
Pioneer
(2016) Viszlát nyár
(2018)
Origo (en français « Origines ») est la chanson de Joci Pápai qui représentera la Hongrie au Concours Eurovision de la chanson 2017 à Kiev, en Ukraine.